# Aplidium australiense
Aplidium australiense är en sjöpungsart som beskrevs av Kott 1963. Aplidium australiense ingår i släktet Aplidium och familjen klumpsjöpungar. Inga underarter finns listade i Catalogue of Life.